# ブレイカーズ (テレビゲーム)
『ブレイカーズ』（BREAKERS）は、1996年11月にビスコがSNKのアーケード筐体Multi Video System（MVS）用に開発・発売した対戦型格闘ゲーム。家庭版もリリースされている他、バージョンアップ版にあたる『ブレイカーズ・リベンジ』（BREAKERS REVENGE）も後に登場している。

## シリーズ一覧
ブレイカーズ
1996年12月17日稼働。ダッシュやバックステップは、キャラクターによって若干動作が異なる（前転、後転になるなど）。また、「移動起き上がり」ができる（この動作中は完全無敵）。ゲームシステムに関しては、特にダメージ補正にかなり細かな設定がなされている。超必殺技も存在しており、別のゲージ（パワーゲージのようなもの）が一定量まで溜まると使用できる（3本まで溜められる）。また、このゲージは、挑発やダッシュ、バックステップ、移動起き上がりなどの特殊動作中、さらには超必殺技ヒット中でも溜まる仕組みとなっている。通常技から必殺技、必殺技から超必殺技へとキャンセルでつなぐことが可能なのは当時の対戦格闘ゲームと同様だが、本作ではゲージが無くなるまで超必殺技から超必殺技につなぐことも可能となっており、曲芸的なコンボを作ることが可能である。ただし、前述の通りダメージ補正がしっかりしているためそれで一気に大ダメージを与えることはできない。試合形式に関しては、1対1で2本先取で勝ちとなる。通常は3ラウンドまでだが、最大で5ラウンドまである。それまでの間に決着がつかなかった場合は、ゲームオーバーとなる。なお、ファイナルラウンド（5ラウンド目）で勝利した場合は、ボーナスポイントは貰えない。CPU対戦で同キャラクター対戦になった場合、CPU側の名前が変わる。
家庭用ゲーム機では、ネオジオROMカセット版が1997年3月21日に、ネオジオCD版が1997年4月25日に発売されている。家庭版には、オプションモードにサウンドテストがあり、BGMや効果音、カバーボイスが再生できる。ネオジオCD版のみ、VSモード、サバイバルモードが付いている他、最終ボスの黄白虎も隠しコマンドで使用可能になった。
国内で稼動していたMVS版のカートリッジの大半は日本国外に流されているので、国内での現存数が『ブレイカーズ・リベンジ』より少ない。
ブレイカーズ・リベンジ
1998年7月3日稼働。『ブレイカーズ』の続編だが、事実上のマイナーアップバージョン的な色合いが強い。新キャラクターとして新たに飛影才蔵が追加され、ボスの黄白虎も隠しコマンドで使用可能になった。前作では強すぎたコンドルヘッズの弱体化や、翔の永久コンボの修正などを含めたゲームバランスの調整がなされている。
2016年2月にVISCO公式（ライセンス下）の家庭用ROMカセット版がヨーロッパにて数量限定で販売。
2020年3月27日に家庭用ROMカセット版が日本国内でエーツーより数量限定で販売。シリアルナンバー入りの仕様となっている。
Breakers Collection
2023年1月12日発売。QUByte InteractiveよりSteam、PlayStation 4、PlayStation 5、Nintendo Switch、Xbox One、Xbox Series X/Sでリリースされた上記「ブレイカーズ」と「ブレイカーズ・リベンジ」のカップリング移植作品。オリジナル版を忠実に再現しつつ、ロールバック方式を採用したネットワーク対戦を始め、アートギャラリーやトレーニングモードなどの追加要素も収録されている。なお、ゲーム中のテキストなどは日本語に対応していない。
ブレイカーズリベンジ死嘩護（しかご）
2024年8月22日稼働。exA-Arcadiaで配信された『ブレイカーズリベンジ』の続編。本作では新たに前作『リベンジ』に準拠したスタイルの『リベンジ』、ネオジオCD版のエクストラモードに準拠したスタイルの『エクストラ』、小ジャンプが追加され、各キャラクターの性能が新たに調整されたスタイルの『死嘩護』の3種類のプレイスタイルが追加された。また、最終ボスの黄白虎が最初から使用可能になりトレーニングモードが実装されたほか、BGMが原作の作曲家による新規アレンジとネオジオCD版のアレンジが選択可能になった。

### 前身となった作品
天麟の書 死嘩護（てんりんのしょ しかご）
当作品の幻のプロトタイプ作品。英字表記は『CHICAGO』で、日本国外版タイトルは『CRYSTAL LEGACY』となる予定だった。1993年に刊行された白夜書房の『ゲーム必勝ガイド』創刊号の冒頭のページにて「ビスコが対戦格闘ゲームを開発中」というコメントが記載され、その後、同年に刊行された徳間書店の『ゲーセン天国』創刊号にもビスコ社からFAXで送られてきたアルシオンIII世ステージのモノクロのスナップショットが正式な第一報だった（当時は『覇王』という仮題が付けられていた）。ゲームシステムの特徴は必殺技ゲージが1段階しかなく、全てのキャラクターが同一の操作方法（ABCDボタン同時押し）で超必殺技が発動し、一部のキャラクター名や必殺技コマンドが異なる点である。
ストーリーは、8つ集めると究極の奥義書「天麟の書」と伝説の「天麟の力」が手に入るという宝玉を巡り、それぞれの宝玉を持つ8人の格闘家が残りの宝玉を求めて戦い合うというもの。
1994年6月に東京の椎名町にあったゲームセンター「ファミール」でロケテストが行われ、同年のAMショーにも出展されたが、発売されることはなかった。その後、キャラクターデザインなどが『ブレイカーズ』に流用された。

## ストーリー
香港。広大な中庭に、2人の格闘家が対峙していた。挑戦者は、褐色の肌を持つたくましい男だ。地面は鮮血に染まっている。だが、彼の三日月刀は、ただの一度も相手をとらえる事ができていない。一方的な戦いであった。やがて彼は、力尽き倒れる。「愚か者よ、我が血肉となるがよい。」重苦しい声が響いたのち、挑戦者の体は、まるで砂の様に崩れ去っていた…。
武術大会「FIST（Fighting Instinct Tournament）」は、その名の通り過酷な大会である。死者が出ることも珍しくなかったが、格闘家として名を上げようとする参加者は後を絶たなかった。ルールのないこの大会で勝ち残った者は、莫大な賞金とともに大会の主催者である黄（ホァン）財閥の頭首と戦う権利が獲得できるのであった。最強と呼ばれる彼に勝てば、格闘家としての栄誉を手に入れることができる。だが、公開されることのないこの最終戦に赴いた格闘家は、誰一人戻ってはこなかった。いつの頃から存在するのかは、誰も知らないが、そこには貪欲なる意志のみが渦巻いていた。太古より存在するその思念体は、現在の香港である男の肉体を手に入れた。そしてその闇なる力の増幅に欠かせない供食のシステムを、確立したのである。それこそが、世界から多くの参加者が集まるまでになった武術大会「FIST」である。そしてまた今年も、生け贄が選抜されようとしていた。

## 登場キャラクター
神威 翔（かむい しょう） / SHO
強さを追求する日本人の若者。主人公。格闘スタイルは空手。インストラクションカードではカタカナで「ショウ」とも表記。
「拳は弱きを助（す）く」を信条としており、曲がったことが嫌いという性格の持ち主。最強と呼ばれる格闘家の噂を聞けば、どこにでも赴く。
武術大会「FIST」で決勝まで残ったものは、二度と生きて戻って来られないと知ってのことを承知で、最強と呼ばれ悪名も高い大会主催者を倒すことを決心する。また、刀龍（タオロン）も出場すると知り、これもまた、出場する理由の一つとなっている。
その刀龍とは、過去に闘ったこともあり、そのときに受けた頬の傷が無念の記憶となっている。それ以来、彼は刀龍を生涯のライバルと見なしている。そして、刀龍と再戦することを誓い、更なる修行に励んでいた。
性能は非常に高く、全キャラクター中で唯一前ダッシュがランタイプ（途中、好きなところで止まれる）で、超必殺技がどれも使いやすい。
『天麟の書 死嘩護』で神威 武（かむい たけし）として登場予定だったキャラクターがベースになっている。
 李 刀龍（リー・タオロン） / DAO-LONG
翔のライバル的存在。翔より年上。功夫（クンフー）空拳という格闘スタイルで闘う韓国人の若者。龍を神の使いとして崇拝しており、使う技からもその傾倒が窺うことができる。インストラクションカードではカタカナで「タオロン」とも表記。
父親の記憶があまり無く、拳法の鍛錬をする父親の影だけが、唯一の父親の記憶である。他界した母親から、父親が殺害されたことと、その殺害の首謀者が、武術大会「FIST」の主催者、黄（ホァン）財閥頭首だと聞かされる。そして、翔との闘いや武者修行で自らの功夫に自信を深めた彼は、父の無念を晴らすべく、大会に出場する。
翔とは修行中に訪れた日本で出会った。彼は翔のことを良き友、良きライバルと認めている一方、弟のようにも感じている。
必殺技が少なく、必殺技、超必殺技全てが溜め技。また、通常技のジャンプ強攻撃が少し強力になっている。
『天麟の書 死嘩護』で朴 東勝（パク・トンシン）として登場予定だったキャラクターがベースになっている。
 ティア・ラングレー / TIA
声 - 荒川美奈子
キックボクシングを使う女性。幼い頃に両親を亡くして以来、若くして無敗のチャンプの兄と生活していた。兄と鍛錬を積んでいた彼女は、いつしか彼と同じ格闘スタイルを持つようになる。
ある日の兄の試合、彼女はなんとなく不安なものを感じていた。そして、それが的中したかのように直前まで話していた兄が時間になっても現れなかった。結局、試合前から不気味だった挑戦者の不戦勝で終わるが、その挑戦者が彼女に近づき「お前の兄貴も黄（ホァン）様にたてつきさえしなければ」と囁く。黄の名前を聞いた彼女は、兄が黄財閥主催の武術大会「FIST」に出場すると聞いていたことを思い出す。失踪した兄の手掛かりを求め、大会出場を決意する。
レオタード、ジャケット、レッグウォーマー、ジムシューズといったエアロビクス全盛の1980年代風のスポーツウェアを着用しているが、手にバンテージを巻き、モンコン・パープラチアット代わりのリボンを巻くなど、キックボクシング風のアクセサリーも折衷している。
『天麟の書 死嘩護』でシェリー・ターラーとして登場予定だったキャラクターがベースになっている。また、この名前は後述のCPUキャラクターに流用された。
 ピエール・モンタリオ / PIELLE
フェンシング使いのナルシスト。オカマ口調でエセ貴族という設定のイタリア人で30代。闘うときはマスクで顔を隠している。雷系の技が多い。
自分の美と名誉のため、そして、造園業者に支払うための金を手に入れるために、武術大会「FIST」に出場する。
独特な口調はピエールの声を担当したビスコ社員によると、「桜田○子のモノマネをするオカマの西城○樹」をイメージしたもの。また、フランス被れなのは彼の勝利ポーズに登場する老執事兼剣術の師匠・ジィの影響によるもの。
『天麟の書 死嘩護』でもそのままの名前で登場予定だった。ただし、名前の綴りは「PIERRE MONTALIO」だったものが、『ブレイカーズ』では「PIELLE MONTARIO」に変更されている。
 シーク・マハール / MAHERL
剣術闘法という格闘スタイルを使う、アラブの勇敢な戦士。超必殺技の中には、聖霊を召喚することができる技が存在する。ゲームでは苗字の「マハール」の方で呼ばれる。
以前、共に武術大会「FIST」に出場し、わずかの差で自分に勝利し決勝に進んだ戦友がいたが、彼は二度と戻ってこなかった。失意のあまり自堕落な生活へと身をやつすが、やがて大会での戦友の死を知ることになる。
それから半年後のある夜、とある商店街の露店に、1年前に戦友が決勝で持参した三日月型の刀が置いてあるのを見て目を疑った。今大会で彼は戦友の敵を討つべく、再び出場することを決意した。
『天麟の書 死嘩護』でサージ・マハールとして登場予定だったキャラクターがベースになっている。
 コンドル・ヘッズ / CONDOL
とある場所に住む狩人の大男。一応、アメリカ出身。プロレスを格闘スタイルとする。マニトゥという聖霊の存在を信じており、そのあるがままを聞き、受け入れる。
ある日、彼はライオンに化身したと思われるマニトゥに「この地上のあらゆる国で猛威を振るった邪悪なる意志を持つものを封印するときがきた。今から汝の行くところに、邪悪なる意志を持つものがいるだろう」と告げられる。その言葉を聞き、受け入れた彼は、翌朝旅立つ。そして、邪悪なものがいると思われる武術大会「FIST」に参加することとなる。
投げキャラクターだが、乱舞系の超必殺技も使える。
『天麟の書 死嘩護』でレッドギガースとして登場予定だったキャラクターがベースになっている。また、この名前は後述のCPUキャラクターに流用された。
 アルシオンIII世 / ALSION III
古代エジプト時代のとある小国の王子。ファラオ体術という格闘スタイルで闘う。父である王が息子であるIII世に王位を譲ろうとしたその前夜、邪悪なる意志を持つものにとり憑かれたと思われる臣下の一人により、父王を殺されて新王の座を奪われ、前王の亡骸とともに小さな墓所に封印されてしまっていた。
そして長き封印から目覚めた時、ある邪悪な波動に気づく。その邪悪な波動が、邪悪なる意志を持つものと全く同じだと感じた彼は、その波動の持ち主と思われるものが開催する武術大会「FIST」に参加する。
『天麟の書 死嘩護』でもそのままの名前で登場予定だった。
 ライラ・エスタンシア / RILA
女傑族という一族の者。格闘スタイルは我流。ジャングルの狩人で猿のように木を登り、豹よりも早く地を駆ける。全身まさに筋肉の塊の様な身体つきである。一応、ブラジル出身。ある日、森の様子がいつもと違うことに気づいた彼女は、女傑族の村の長から「平和を乱す大きな影が東にいる」と聞かされ、長に言われるがままではあるが東の地を目指す。多難の上にたどり着いたその地では、今まさに武術大会「FIST」の幕が切って落とされようとしていた。そして彼女も、手探りのような感じでこの大会に参加することとなる。
必殺技、超必殺技は、全て溜め技である。
『天麟の書 死嘩護』でビルゴ・サンドラとして登場予定だったキャラクターがベースになっている。また、この名前は後述のCPUキャラクターに読み方を替えて流用された。
 黄 白虎（ホァン・パイフー） / BAI-HU
ボスキャラクター。格闘スタイルは不明。邪悪なる意志を持つものが、現在において得た肉体が彼である。この肉体は、かつて刀龍の父親の物だった。そのものにとって、財閥の党首という地位を持ち、かつ優れた格闘家であるその肉体は、目的を達成するのに好都合だった。
その邪悪なる意志を持つものは、ある時は街を、またある時は国を滅ぼしてきた。そして、敗者の気を喰らうことで闇の力を大きくしていたが、現在において、そういった行動は目立ちすぎると思った彼は、さらに良質な気の持ち主を選択するため、そして密かにその主を抹殺するために、全世界に武術大会「FIST」を告知する。
ネオジオCD版『ブレイカーズ』とMVS版『リベンジ』ではプレイヤーセレクト中に隠しコマンドを入力することによって使用することが可能だが、色違いカラーやCPUキャラクター用の別名は用意されておらず、同キャラクター対戦時は全く同じカラー同士の対戦となる。キャラクター性能は、他のどのキャラクターよりも高い。なお『リベンジ』では「1P・2Pが同時に操作する」というコマンドの関係上、出現には2人の協力が必要となっている。
必殺技、超必殺技は、ほぼ全てが2つあるいは3つのボタンの同時押しである。
『天麟の書 死嘩護』でウォン・シューフー(WONG SHIU-HWU)として登場予定だったキャラクターがベースになっている。
 飛影 才蔵（とびかげの さいぞう） / SAIZO
『リベンジ』から登場する新キャラクター。忍術を主体とした格闘スタイルで闘う。生まれたときから忍びの中で育ち、彼の一族は闇の世界で最強を誇っていた。彼はその中でも最高の忍びだった。インストラクションカードではカタカナで「サイゾウ」とも表記。
ある晩、彼は密令で里を離れていたが、役目を追え里に戻ると、血と無数の屍（しかばね）によって埋め尽くされた里の姿を目にする。足元には「白虎（パイフー）」の血文字。そして彼は、一族の無念を胸に闇へと消えていった。それから月日が流れ、一族の無念を晴らすために、武術大会「FIST」に参加する。

## 同キャラクター対戦時のCPU側のキャラクター
本作では、CPU戦で同キャラクター対戦となった時はCPU側の名前が変わり、それらのキャラクターにも個別の設定が付加されている。ゲーム上の外見および性能は、色違いであることを除けば元のキャラクターと同じ。なお、これらの裏キャラクターをプレイヤー側が使用することはできず、対人戦で同キャラクター対戦となった場合はどちらも通常のキャラクターのままとなる。
一部キャラクターの紹介に出てくる「宝玉」とは、同社のゲーム『天麟の書 死嘩護』の名残で、一部のキャラクターの名前も『死嘩護』で使われる予定だった。
沢村 陣（さわむら じん） / JIN
翔に対応するCPUキャラクター。某ゲームメーカー勤務。翔や刀龍（タオロン）より年上。バンドグループ「TUBE」の大ファンである。
また、空手を習っており、道場で修行している。
王 劉凱（ワン・リュウクァイ） / LIU-KHAI
刀龍に対応するCPUキャラクター。声優を目指している中国人の青年。刀龍とは全くの無関係だが、恋人にフラれたことを逆恨みしている。
シェリー・ターラー / SHELLY
ティアに対応するCPUキャラクター。過去にティアの兄、スターリンとも闘ったこともある女性キックボクサー。現地では有名である。
「水の宝玉」という物を所有している。
元は『天麟の書 死嘩護』に登場するはずだったキャラクターの名前で、デザインがティアに、名前がCPUキャラクターに引き継がれている。
ジョルジュ / GEORGE
ピエールに対応するCPUキャラクター。ピエールとは違い正真正銘のフランス人。過去にイタリア旅行で置き引きに遭っており、それ以降イタリア人を毛嫌いしている。
ジャバァ / JAVAR
マハールに対応するCPUキャラクター。陽気な肉屋のおっさん。彼の刀は、肉屋での商売道具である。
レッドギガース / GIGARS
コンドルに対応するCPUキャラクター。遠い祖先はコンドルの民族と同一の民族で、コンドルとは遠い親戚に当たる。
「大地の宝玉」という物を所有している。
元は『天麟の書 死嘩護』に登場するはずだったキャラクターの名前で、デザインがコンドルに、名前がCPUキャラクターに引き継がれている。
アトゥーム / ATOUM
アルシオンIII世に対応するCPUキャラクター。古代文明マニアの現代人で、闘うときは自らミイラの扮装をし、そしてその状態でファラオ体術を実践できるようになる。
それもそのはずで、実はアルシオンの血を引くIII世の子孫だった。しかし本人はその事実を知らない。
ヴァーゴ・サンドラ / SANDRA
ライラに対応するCPUキャラクター。天涯孤独の身を「森の部族」に引き取られ、大蛇に育てられた女性。
「緑の宝玉」という物を所有している。
サンドラという言葉は、ライラが住む村の名前でもある。
『天麟の書 死嘩護』ではビルゴ・サンドラの名前だった。
雪影 / YUKIKAGE
才蔵に対応するCPUキャラクター。『リベンジ』で登場する。
忍者なのか、ただの忍者マニアなのか、その詳細は一切不明である。

## 評価
ネオジオフリークのネオジオゲームツインレビューでは6、4の10点。レビュアーのうち1人は必殺技の入力受付が結構甘くて初心者でも簡単に繰り出せるがキャラがいい味出してる割にグラフィックがもっと良ければとし、もう1人はグラフィックがレトロで独特のキャラに引き込まれる、システムは一昔前のようで懐かしく感じるが攻撃を受けているときに反撃可能なことなど改善の余地があるとした。